# Resolutie 2000 Veiligheidsraad Verenigde Naties
Resolutie 2000 van de Veiligheidsraad van de Verenigde Naties is een resolutie van de VN-Veiligheidsraad die op 27 juli 2011 unaniem werd aangenomen. De resolutie verlengde de VN-vredesmissie in Ivoorkust met een jaar.

## Achtergrond
In 2002 brak in Ivoorkust een burgeroorlog uit tussen de regering in het christelijke zuiden en rebellen in het islamitische noorden van het land. In 2003 leidden onderhandelingen tot de vorming van een regering van nationale eenheid en waren er Franse en VN-troepen aanwezig. In 2004 zegden de rebellen hun vertrouwen in de regering op en namen zij opnieuw de wapens op. Het noorden van het land werd voornamelijk door deze Forces Nouvelles gecontroleerd.
Na de presidentsverkiezingen eind 2010 ontstonden wederom onlusten toen de zittende president Laurent Gbagbo weigerde op te stappen ondanks de internationaal erkende overwinning van Alassane Ouattara.

## Inhoud

### Waarnemingen
Het Internationaal Strafhof wilde een onderzoek openen naar oorlogsmisdaden en misdaden tegen de menselijkheid die na 28 november 2010 in Ivoorkust waren gepleegd. Verder had de nieuwe Ivoriaanse president op 17 maart de Ivoriaanse Republikeinse Strijdkrachten opgericht die het vorige leger vervingen. Ook had die op 13 mei een Dialoog-, Waarheids- en Verzoeningscommissie opgericht. Het risico op nieuw geweld door oud-soldaten van de republikeinse garde, milities, huurlingen, ontsnapte gevangenen en andere illegale gewapende elementen bleef intussen groot.

### Handelingen
Het mandaat van de UNOCI-vredesmacht werd verlengd tot 31 juli 2012. De maximale sterkte van 9792 troepen, 1350 agenten en 8 douaniers werd daarbij gehandhaafd. Wel mocht het politiecomponent uitgebreid worden met 205 adviseurs. Ook de eerder geautoriseerde troepenuitbreiding van 2400 manschappen werd verder verlengd. Voorts werd ook de autorisatie van de Franse troepen die UNOCI in Ivoorkust ondersteunden eveneens met een jaar verlengd. Het mandaat bestond enerzijds onder meer uit de bescherming van de bevolking, toezicht op het wapenembargo en ontwapening en anderzijds het ondersteunen van de organisatie van de komende verkiezingen.

## Verwante resoluties
- Resolutie 1981 Veiligheidsraad Verenigde Naties
- Resolutie 1992 Veiligheidsraad Verenigde Naties
- Resolutie 2062 Veiligheidsraad Verenigde Naties (2012)

Lijst ·  1967 ·  1968 ·  1969 ·  1970 ·  1971 ·  1972 ·  1973 ·  1974 ·  1975 ·  1976 ·  1977 ·  1978 ·  1979 ·  1980 ·  1981 ·  1982 ·  1983 ·  1984 ·  1985 ·  1986 ·  1987 ·  1988 ·  1989 ·  1990 ·  1991 ·  1992 ·  1993 ·  1994 ·  1995 ·  1996 ·  1997 ·  1998 ·  1999 ·  2000 ·  2001 ·  2002 ·  2003 ·  2004 ·  2005 ·  2006 ·  2007 ·  2008 ·  2009 ·  2010 ·  2011 ·  2012 ·  2013 ·  2014 ·  2015 ·  2016 ·  2017 ·  2018 ·  2019 ·  2020 ·  2021 ·  2022 ·  2023 ·  2024 ·  2025 ·  2026 ·  2027 ·  2028 ·  2029 ·  2030 ·  2031 ·  2032